# Roland Corporation
Roland corporation  es un fabricante japonés de instrumentos musicales electrónicos, de equipos electrónicos y de software. Ikutaro Kakehashi fundó la corporación en Osaka el 18 de abril de 1972. En 2005, el cuartel general se movió a Hamamatsu. Hoy, la corporación tiene fábricas en Japón, Malasia, China  con más de 2730 empleados en todo el Mundo. Actualmente es una de las empresas musicales con más prestigio en todo el mundo. Sus productos van desde amplificadores hasta teclados, aunque el producto más representativo son los sintetizadores. Son muchas las agrupaciones musicales que consideran los teclados Roland (y otros equipos de la misma marca) como la herramienta musical más adecuada, pues el sonido que estos instrumentos pueden dar es único. El fundador de Roland Corporation, Ikutaro Kakehashi, murió el 1 de abril de 2017 tras haber dejado un legado único a la música moderna.

## Origen del nombre
Kakehashi fundó Ace Electronic Industries en 1960, una manufacturadora de numerosos Órganos de Combo, amplificadores de guitarra y pedales de efectos. Además fue contratado por Hammond para producir máquinas rítmicas para la línea de hogar de la compañía. En 1973 Kakehashi cortó los lazos con ambas compañías para fundar Roland.
Como muchas otras compañías japonesas en sus inicios, el nombre "Roland" fue seleccionado para favorecer la exportación, ya que Kakehashi estaba interesado en un nombre que fuera fácil de pronunciar en cualquier parte del mundo. Un rumor ampliamente difundido decía que se tomó del poema épico francés "La Chanson de Roland", pero, en realidad, el nombre Roland se sacó mirando una guía telefónica.

## Marcas
Roland comercializa productos a través de distintas marcas, las cuales corresponden a distintos tipos de producto:
- La marca Roland es usada en una amplia gama de productos, incluyendo sintetizadores, baterías electrónicas, equipos de DJ, cajas de ritmos, secuenciador, groovebox y equipos de grabación.
- BOSS es una marca de productos orientada a guitarristas tales como pedales de guitarra, unidades de efectos y equipos de grabación.
- Edirol es una línea de sistemas de edición y presentación de vídeo, así como también de grabadoras de audio digital portátiles. Edirol además comercializa productos de "Desktop Media" (DTM en inglés), e incluye interfaces de audio por computadora, mezcladoras y altavoces. Con la adquisición del control de Cakewalk Software por parte de Roland, la mayoría de los productos de la línea fueron renombrados como productos "Cakewalk".
- RSS es una línea de productos de audio comercial incluyendo el "V-Sync System".
- Rodgers fue fundada en 1958 como una compañía de órganos, y permanece hasta el día de hoy como subsidiaria de Roland. Sigue produciendo órganos de tubo, eléctricos y electrónicos de alta calidad.
- Cakewalk "music software company" es una filial de Roland. En enero de 2008, Roland anuncio la adquisición del control de la compañía.
- Roland DG/DGA (algunos países o modelos) produce trazadoras digitales, cortadoras de vinilo e impresoras (plóteres) para la producción de material de trabajo musical, publicitario, y adaptado a tiendas.

## Línea de tiempo de los productos más notables

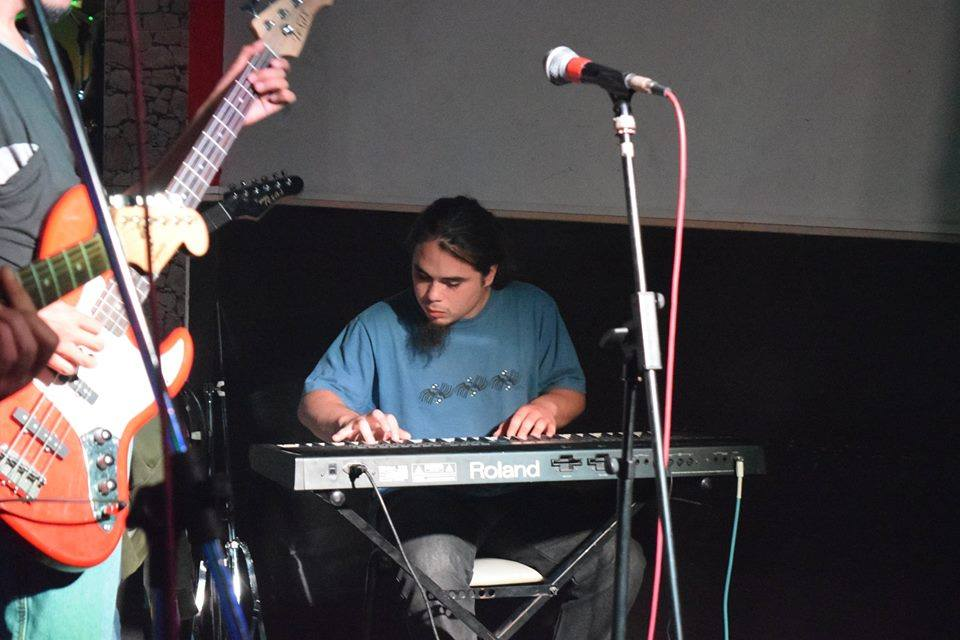
Un teclista haciendo uso de un Roland JV-80.

- 1972 – Roland TR-77/TR-55/TR-33: el primer producto de Roland. TR-77 es conocida como una versión actualizada del Ace Tone Rhythm Ace FR-7L.
- 1973 – Roland SH-1000: El primer teclado sintetizador comercial de Japón.
- 1974 – Roland EP-30: El primer piano electrónico con teclas sensibles al tacto del mundo.
- 1974 – Roland RE-201: La renombrada máquina de eco espacial, una de las más populares máquinas eco basadas en retraso de cinta jamás producidas.
- 1974 – Roland SH-3A: Sintetizador monofónico.
- 1975 – Roland System-100: El primer intento de un sintetizador modular de Roland.
- 1975 – Roland JC-120 Jazz Chorus Guitar Amplifier: Un amplificador de 2 canales de 120 watt equipado con 2 parlantes de 12 pulgadas (30 cm), efectos de chorus y vibrato integrados y un ecualizador de 3 bandas por canal, renombrado por su sonido nítido y por su durabilidad, ha permanecido en producción por más de 35 años.
- 1976 – Roland System-700: El primer sintetizador modular profesional de calidad por parte de Roland.
- 1976 – Roland DC-50 Digital Chorus: Una unidad chorus analógica similar al Boss CE-1 Chorus Ensemble|Boss CE-1. Algunos coleccionistas asumen que fue además suministrado como un producto OEM, Multivox CB-50.
- 1977 – Roland VK-9: Órgano analógico
- 1977 – Roland MC-8 Microcomposer: Un innovador secuenciador digital. El primer producto de Roland en utilizar un microprocesador.
- 1977 – Roland GR-500: La primera guitarra sintetizada comercial de Roland.
- 1978 – Roland CR-78: Una máquina de percusión programable por el usuario.
- 1978 – Roland Jupiter-4: El primer sintetizador polifónico autónomo de Roland.
- 1978 – Roland VK-09: El primer intento de clonar un Hammond
- 1980 – Roland CR-8000
- 1980 – Roland VK-1: El primer intento decente de Roland por clonar el Hammond B3.
- 1980 – Roland TR-808: Una de las máquinas de percusión programable más populares
- 1981 – Roland VK-09: Nuevo intento de clonar un Hammond
- 1981 – Roland MC-4 Microcomposer: Un secuenciador digital popular y sucesor del MC-8.
- 1981 – Roland TB-303: La línea de bajo es un sintetizador con secuenciador integrado fabricado desde fines de 1981 a 1984. Tuvo un rol definitivo en el desarrollo de la música electrónica contemporánea, particularmente en el acid house.
- 1981 – Roland System-100M: Sintetizador modular semiprofesional, sucesor del System-100.
- 1981 – Roland Jupiter-8: Roland afirma que este sintetizador los puso en el primer plano de los sintetizadores profesionales. Un sintetizador analógico programable de 8 voces después del enormemente famoso Sequential Circuits Prophet-5 y de los productos Oberheim.
- 1982 – Roland Juno-6: El primer sintetizador de Roland con osciladores controlados digitalmente. (Lanzado más tarde en el mismo año fue el Juno-60, un modelo similar pero con la adición de una memoria para almacenar sonidos).
- 1982 – Roland G505 – G202: La tercera generación de guitarras eléctricas sintetizadoras de Roland.
- 1982 – Roland SH-101: Sintetizador monofónico diseñado para ser colgado del cuello, con un accesorio de modulación opcional que sobresalía como el cuello de una guitarra.
- 1983 – Roland JX-3P: El primer sintetizador Roland en soportar MIDI.
- 1983 – Roland Jupiter-6: Segundo sintetizador Roland en soportar MIDI.
- 1983 – Roland MC-202: (MicroComposer) Es un sintetizador/secuenciador monologico analógico. Muy similar al TB-303 y el SH-101.
- 1983 – Roland MSQ-700: El primer secuenciador del mundo compatible con MIDI.
- 1983 – Roland TR-909: Una máquina de percusión extremadamente popular durante principios de los años 1990s, sonidos de los cuales (particularmente el "kick drum" y el "open hi-hat") siguen siendo componentes esenciales de la música electrónica dance. La primera máquina de percusión integrada con MIDI del mundo y el primero de Rolland en usar reproducción de sample digital combinado con síntesis de sonido analógico.
- 1983 – Roland CMU-800: Musica compu controlada por Apple II o C64.
- 1984 – Roland MKB-1000 and MKB-300: Los primeros teclados con controladores MIDI dedicados del mundo.
- 1984 – Roland MPU-401: Interfaz para conectar aparatos equipados con MIDI a un computador.
- 1984 – Roland MKS-80: Sintetizador analógico de 8 voces montado en un rack, comúnmente utilizado con la unidad programadora MPG-80.
- 1984 – Roland Juno-106: Sintetizador analógico de 6 voces digitalmente controlado, programable (128 unidades de memoria) muy popular, con MIDI y la habilidad de transmitir información de control deslizante y teclas por medio de SysEx.
- 1984 – Roland TR-707 y Roland TR-727: Un par de máquinas de percusión populares, el TR-727 fue esencialmente lo mismo que el TR-707, con la excepción que poseía sonidos con estilo-Latino. El TR-707 fue usado extensivamente en los comienzos de la música house y sigue siendo usado in la música pop no-occidental alrededor del mundo. El TR-727 sigue siendo usado extensivamente en música pop no-occidental polirrítmica.
- 1985 – Roland Alpha Juno: Dos sintetizadores polifónicos analógicos, el Alpha Juno 1 (JU-1) y el Alpha Juno 2 (JU-2), notables por sus 'Tableros Alpha' lo que simplificó la interfaz de usuario.
- 1985 – Roland Octapad: Un set de baterías triggers electrónicos visualmente distintivos.
- 1986 – Roland JX-10: Uno de los últimos sintetizadores analógicos de Roland.
- 1986 – Roland RD-1000: El primer piano digital de Roland en incorporar su nueva tecnología "SA Synthesis". Un notable usuario de este es Elton John desde 1988 hasta 1994.
- 1986 – Roland HS-80: Igual que el Roland Alpha Juno 2 (JU-2), pero con altavoces integrados. Nombrado como "Synth Plus 80".
- 1986 – Roland S-10: Sampler y teclado de combo de 12-bit básico. Los sonidos eran almacenados en "QuickDisks" (Discos rápidos en inglés) y fue capaz de samplear más de 6 segundos de sonido. Además poseía un filtro analógico rudimentario y ADSR.
- 1986 – Roland MKS-100: Versión montada en rack del sampler Roland-S10.
- 1986 – Roland MC-500: Secuenciador independiente y grabador de MIDI.
- 1987 – Roland D-50: Uno de los sintetizadores digitales más populares de fines de los 1980s; El primer sintetizador digital totalmente digital de Roland en implementar "Síntesis aritmética lineal" (una forma síntesis basada en sampleo combinado con síntesis sustractiva). Los descendientes del D-50's incluyen los sintetizadores D-5, D-10, D-110 (unidad de rack), y D-20.
- 1987 – Roland MT-32: Además de incluir Síntesis Aritmética Lineal, fue soportado por muchos juegos de PC de fines de los 1980s y principios de los 1990s como una opción musical de alta calidad hasta su soporte en tarjetas de sonido MIDI generales.
- 1988 – Roland U-110: El primer "rompler" de Roland, el U-110 fue un módulo rack basado en la gran biblioteca de muestras de Roland y contenía buenas representaciones de instrumentos acústicos. Diseñado para competir con la línea "Proteus" de E-mu, el sucesor del U-110, el U-220, encontró su camino en muchos estudios profesionales de hoy en día.